# Dean Henderson
Dean Bradley Henderson (sinh ngày 12 tháng 3 năm 1997) là một cầu thủ bóng đá chuyên nghiệp người Anh hiện đang thi đấu ở vị trí thủ môn cho câu lạc bộ Premier League Crystal Palace và Đội tuyển bóng đá quốc gia Anh.
Henderson đã ký hợp đồng chuyên nghiệp đầu tiên với Manchester United vào năm 2015. Anh ra mắt đội một trong trận United gặp Luton Town ở vòng 3 Cúp EFL vào năm 2020. Anh cũng đã từng được cho mượn ở một số câu lạc bộ, từng chơi ở nhiều hạng đấu thấp hơn trước khi có trận ra mắt Premier League trong màu áo Sheffield United vào năm 2019. Dean Henderson đã từng khoác áo các đội tuyển U-16, U-17, U-20, U-21 và đội tuyển quốc gia Anh.

## Sự nghiệp cấp câu lạc bộ

### Học viện Manchester United
Henderson gia nhập học viện Manchester United năm 14 tuổi sau khi trải qua 6 năm ăn tập tại Carlisle United.
Tại mùa giải 2013–14, anh trở thành thủ môn số một của đội U-18 United. Sang mùa 2014–15, Henderson tiếp tục thể hiện phong độ gây ấn tượng khi ra sân 25 trận cho đội U-18 nhưng không may bị chấn thương vào cuối mùa giải. Tháng 8 năm 2015, Henderson ký hợp đồng chuyên nghiệp đầu tiên với câu lạc bộ.

### 2018–2020: Cho mượn tại Sheffield United
Ngày 18 tháng 6, anh gia nhập câu lạc bộ Sheffield United theo dạng cho mượn đến hết mùa giải 2018-19. Tại mùa giải này, anh đã giúp câu lạc bộ thăng hạng lên chơi tại Premier League lần đầu tiên kể từ năm 2007. Cũng trong thời gian này, Henderson đã giành giải Cầu thủ trẻ xuất sắc nhất năm của câu lạc bộ và Găng tay vàng Championship.
Ngày 25 tháng 7 năm 2019, Henderson đã ký hợp đồng mới với Manchester United có thời hạn đến tháng 6 năm 2022 và anh tiếp tục được thi đấu cho Sheffield United dưới dạng cho mượn. Anh ra mắt Premier League vào ngày 10 tháng 8 khi Sheffield United bắt đầu mùa giải với trận hòa 1-1 với Bournemouth.

### 2020-2022:Đội một Manchester United
Vào ngày 14 tháng 8 năm 2020, Henderson lần đầu tiên có tên trong danh sách thi đấu của đội một Manchester United.Anh có lần đầu được bắt chính cho đội một trong trận đấu với Luton Town thuộc khuôn khổ vòng 3 giải League Cup.Vào ngày 4 tháng 11,anh có lần đầu tiên bắt chính tại Champions League trong thất bại 2-1 trước İstanbul Başakşehir của Manchester United.Anh có lần đầu ra mắt ở Ngoại Hạng Anh khi vào sân thay David De Gea trong chiến thắng 3-2 trước Southampton.

### 2022-2023:Cho mượn tại Nottingham Forrest
Vào ngày 2 tháng 7 năm 2022, Henderson gia nhập Nottingham Forrest theo dạng cho mượn.
Vào ngày 14 tháng 8 năm 2022, Henderson cản phá một quả phạt đền từ Declan Rice và giữ sạch lưới trong chiến thắng 1–0 trước West Ham

## Sự nghiệp quốc tế

### U-20 Anh
Vào cuối tháng 8 năm 2016, Henderson lần đầu tiên được triệu tập lên đội tuyển U-20 Anh.
Henderson có trận đấu ra mắt đội tuyển U-20 Anh, khi anh bắt chính trong trận hòa 1-1 với U-20 Brasil vào ngày 1 tháng 9 năm 2016. Vào tháng 5 năm 2017, anh được chọn vào đội tuyển U-20 Anh tham dự FIFA U-20 World Cup 2017. Tại giải đấu này, Henderson được ra sân 1 lần, trong trận đấu với U-20 Guinée ở vòng bảng.

### Đội tuyển quốc gia
Vào ngày 8 tháng 10 năm 2019, lần đầu tiên Henderson được gọi vào đội tuyển Anh bởi người quản lý Gareth Southgate để thay thế cho Tom Heaton bị chấn thương.

## Phong cách chơi
Henderson được biết đến với khả năng phân phối bóng bằng cả tay và chân như một thủ môn , cũng như khả năng thực hiện các quả tạt hoặc bắt và đấm bóng cao, với Rob Dawson của ESPN mô tả anh ta là "hoàn thiện" hơn đồng đội David de Gea .  Mặc dù không phải là thủ môn cao nhất trong số các thủ môn, với độ cao 1,88 m (6 ft 2 in), anh ta cũng nổi tiếng với khả năng phản xạ của mình. [82]

## Thống kê sự nghiệp

### Câu lạc bộ
Tính đến ngày 10 tháng 8 năm 2025
| Câu lạc bộ               | Mùa giải            | Giải đấu              | Giải đấu | Giải đấu | FA Cup | FA Cup | EFL Cup | EFL Cup | Châu Âu | Châu Âu | Khác | Khác | Tổng cộng | Tổng cộng |
| Câu lạc bộ               | Mùa giải            | Hạng đấu              | Trận     | Bàn      | Trận   | Bàn    | Trận    | Bàn     | Trận    | Bàn     | Trận | Bàn  | Trận      | Bàn       |
| ------------------------ | ------------------- | --------------------- | -------- | -------- | ------ | ------ | ------- | ------- | ------- | ------- | ---- | ---- | --------- | --------- |
| Manchester United        | 2020–21             | Premier League        | 13       | 0        | 4      | 0      | 4       | 0       | 5       | 0       | —    | —    | 26        | 0         |
| Manchester United        | 2021–22             | Premier League        | 0        | 0        | 1      | 0      | 1       | 0       | 1       | 0       | —    | —    | 3         | 0         |
| Manchester United        | Tổng cộng           | Tổng cộng             | 13       | 0        | 5      | 0      | 5       | 0       | 6       | 0       | 0    | 0    | 29        | 0         |
| Stockport County (mượn)  | 2015–16             | National League North | 9        | 0        | —      | —      | —       | —       | —       | —       | —    | —    | 9         | 0         |
| Grimsby Town (mượn)      | 2016–17             | League Two            | 7        | 0        | 0      | 0      | —       | —       | —       | —       | 0    | 0    | 7         | 0         |
| Shrewsbury Town (mượn)   | 2017–18             | League One            | 38       | 0        | 2      | 0      | 1       | 0       | —       | —       | 7    | 0    | 48        | 0         |
| Sheffield United (mượn)  | 2018–19             | Championship          | 46       | 0        | 0      | 0      | 0       | 0       | —       | —       | —    | —    | 46        | 0         |
| Sheffield United (mượn)  | 2019–20             | Premier League        | 36       | 0        | 4      | 0      | 0       | 0       | —       | —       | —    | —    | 40        | 0         |
| Sheffield United (mượn)  | Tổng cộng           | Tổng cộng             | 82       | 0        | 4      | 0      | 0       | 0       | —       | —       | —    | —    | 86        | 0         |
| Nottingham Forest (mượn) | 2022–23             | Premier League        | 18       | 0        | 0      | 0      | 2       | 0       | —       | —       | —    | —    | 20        | 0         |
| Crystal Palace           | 2023–24             | Premier League        | 18       | 0        | 1      | 0      | 1       | 0       | —       | —       | —    | —    | 20        | 0         |
| Crystal Palace           | 2024–25             | Premier League        | 38       | 0        | 3      | 0      | 3       | 0       | —       | —       | —    | —    | 44        | 0         |
| Crystal Palace           | 2025–26             | Premier League        | 0        | 0        | 0      | 0      | 0       | 0       | 0       | 0       | 1    | 0    | 1         | 0         |
| Crystal Palace           | Tổng cộng           | Tổng cộng             | 56       | 0        | 4      | 0      | 4       | 0       | 0       | 0       | 1    | 0    | 65        | 0         |
| Tổng cộng sự nghiệp      | Tổng cộng sự nghiệp | Tổng cộng sự nghiệp   | 223      | 0        | 15     | 0      | 12      | 0       | 6       | 0       | 8    | 0    | 264       | 0         |

1. ↑  Một lần ra sân tại UEFA Champions League, bốn lần ra sân tại UEFA Europa League
2. ↑  Số lần ra sân tại UEFA Champions League
3. ↑  Bốn lần ra sân tại EFL Trophy, ba lần ra sân tại League One play-offs
4. ↑  Ra sân tại FA Community Shield

### Quốc tế
Tính đến ngày 10 tháng 6 năm 2025
| Đội tuyển quốc gia | Năm       | Trận | Bàn |
| ------------------ | --------- | ---- | --- |
| Anh                | 2020      | 1    | 0   |
| Anh                | 2024      | 1    | 0   |
| Anh                | 2025      | 1    | 0   |
| Tổng cộng          | Tổng cộng | 3    | 0   |

## Danh hiệu
Shrewsbury Town
- EFL Trophy á quân: 2017–18[17]

Sheffield United
- EFL Championship thăng hạng : 2018–19[18]

Manchester United
- UEFA Europa League á quân: 2020–21[19]

Crystal Palace
- FA Cup: 2024–25[20]
- FA Community Shield: 2025[21]

U20 Anh
- FIFA U-20 World Cup: 2017[22]

Đội tuyển Anh
- UEFA European Championship á quân: 2020,[23] 2024[24]

### Cá nhân
- PFA Team of the Year: 2017–18 League One
- Cầu thủ trẻ xuất sắc nhất năm của Sheffield United: 2018–19[25]
- Găng tay vàng EFL Championship: 2018–19[26]